# يفغيني ألدونين
يفغيني فاليرييفيتش ألدونين (الروسية: Евгений Валерьевич Алдонин) (مواليد 22 يناير 1980 في ألوبكا، الجمهورية الأوكرانية السوفيتية الاشتراكية، الاتحاد السوفيتي) هو لاعب كرة قدم روسي. يجي اللعب كلاعب وسط. مثّل منتخب روسيا لكرة القدم. بدأ يفغيني ألدونين مسيرته الرياضية عام 1997 مع روتور-2 فولغوغراد.

## الإنجازات
- كأس الاتحاد الأوروبي: 1
  - 2005
- الدوري الروسي الممتاز: 2
  - 2005، 2006
- كأس روسيا: 5
  - 2005، 2006، 2008، 2009، 2011
- كأس السوبر الروسي: 4
  - 2004، 2006، 2007، 2009

## روابط خارجية
- يفغيني ألدونين على موقع الاتحاد الدولي (مؤرشف)  (الإنجليزية)
- يفغيني ألدونين على موقع قاعدة بيانات كرة القدم.إي يو (الإنجليزية)
- يفغيني ألدونين على موقع بيانات كرة القدم. دي إي (الألمانية)
- يفغيني ألدونين على موقع ناشيونال فوتبول تيمز (الإنجليزية)
- يفغيني ألدونين على موقع Soccerway.com (الإنجليزية)
- يفغيني ألدونين على موقع عالم كرة القدم.نت (الإنجليزية)
- يفغيني ألدونين على موقع AS.com (الإسبانية)